# Teofil Wolicki

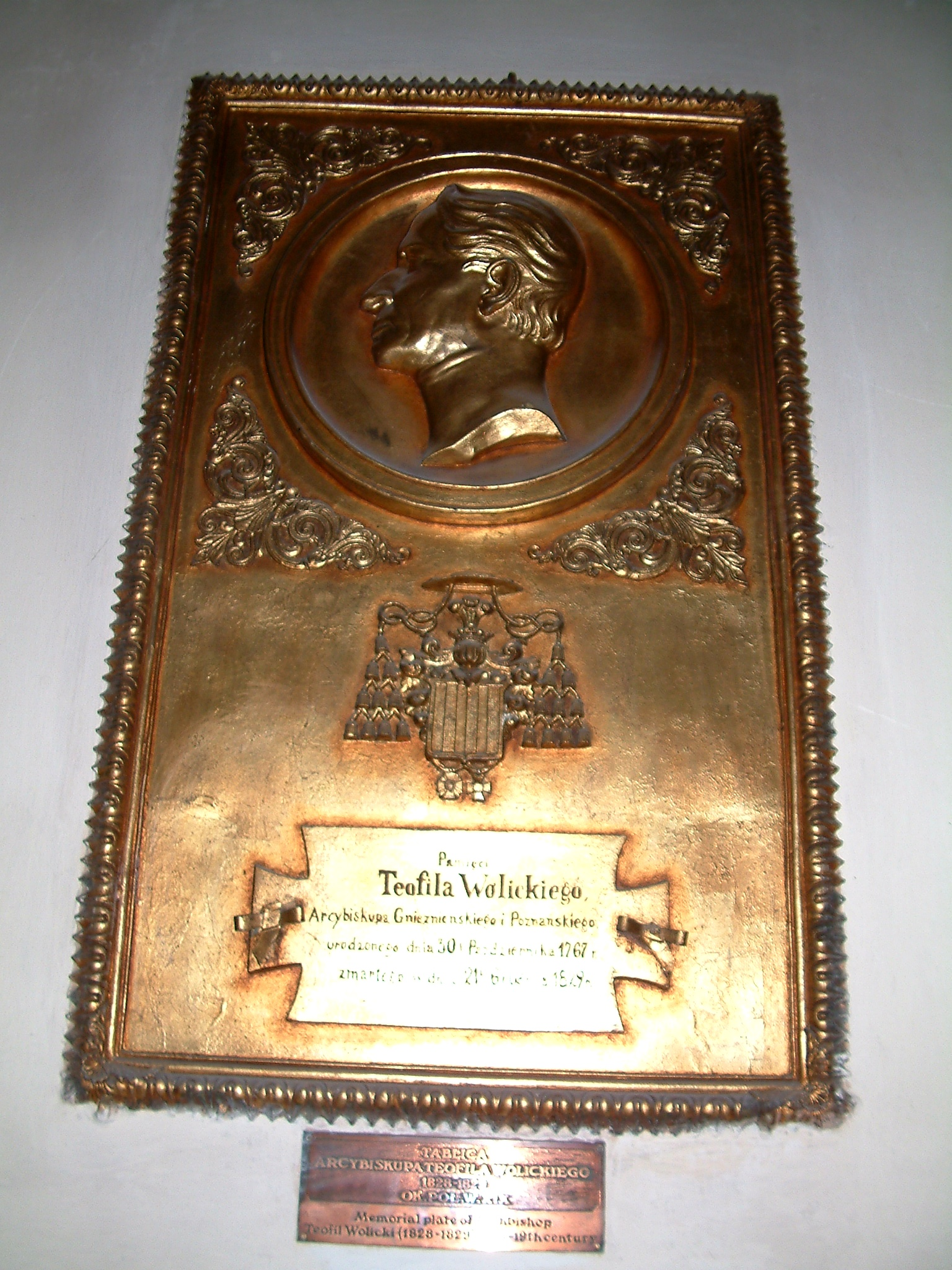
Epitafium Teofila Wolickiego w katedrze poznańskiej

Teofil Wolicki herbu Nabram (ur. 20 października 1768 w Godziętowach k. Doruchowa, zm. 21 grudnia 1829 w Poznaniu) – polski duchowny rzymskokatolicki, arcybiskup metropolita gnieźnieński i poznański oraz prymas Polski w latach 1828–1829.

## Życiorys
Jego rodzicami byli ziemianin Ignacy Wolicki i Józefa (Barbara) z domu Wesiołowska. Ukończył seminarium księży misjonarzy w Warszawie, przyjmując święcenia kapłańskie. Następnie studiował prawo i teologię w Akademii Wileńskiej i w Rzymie.
Po powrocie do kraju pracował w kancelarii koronnej i bibliotece Stanisława Augusta Poniatowskiego pod kierownictwem bp. Jana Chrzciciela Albertrandiego. W 1792 został proboszczem w Barcicach. W 1794 Ignacy Raczyński, który właśnie został biskupem poznańskim, mianował go swoim audytorem nadwornym, nadając mu prepozyturę kolegiaty w Środzie Wielkopolskiej. Raczyński wyjednał mu także prowizję papieską z datą 2 sierpnia 1794 na kanonię poznańską przypisaną do Rogoźna, na której został instalowany 1 grudnia 1794. 25 października 1795 objął w zarząd parafię rzymskokatolicką św. Marcina w Dusznikach (Wielkopolska) jako trzecie beneficjum (wcześniej otrzymał prebendy w Środzie i Rogoźnie). Funkcję proboszcza w Dusznikach pełnił do 1829. 29 lipca 1805 Wolicki obronił doktorat obojga praw na Akademii Krakowskiej. 16 czerwca tego samego roku został archidiakonem poznańskim, a w 1807 prepozytem kapituły gnieźnieńskiej. Pozostając głównym doradcą biskupów Ignacego Raczyńskiego i Tymoteusza Gorzeńskiego, napisał kilka dzieł teologicznych i pasterskich.
W 1812 przystąpił do Konfederacji Generalnej Królestwa Polskiego. Gdy powstało Wielkie Księstwo Poznańskie, począwszy od 1816 był radcą w Rejencji Poznańskiej. Deputowany na Sejm Księstwa Warszawskiego z okręgu powiatu poznańskiego i śremskiego departamentu poznańskiego w latach 1809, 1811, 1812, członek korespondent Towarzystwa Królewskiego Przyjaciół Nauk w Warszawie w 1829.
Gdy zmarł abp Gorzeński, kapituły wybrały go w 1825 na wikariusza kapitulnego, co wiązało się z funkcją zarządcy archidiecezji aż do swego wyniesienia na arcybiskupa. Jako zarządca troszczył się o szkoły parafialne, był również inicjatorem budowy nowego mauzoleum pierwszych władców Polski w katedrze poznańskiej. W 1828 został wybrany arcybiskupem. Wybór ten jeszcze w tym samym roku zatwierdził papież.
Zmarł po chorobie w 1829. Pochowano go w krypcie pod kaplicą Szołdrskich w katedrze poznańskiej, zaś upamiętnił go pomnikiem w katedrze jego świecki współpracownik hr. Edward Raczyński.

## Odznaczenia
W 1823 został odznaczony Orderem Świętego Stanisława II klasy, a w 1819 pruskim Orderem Orła Czerwonego III klasy.